# Jacob Schoonderbeek
Jacob Schoonderbeek (Veenendaal, 28 juli 1926 - Bilthoven, 1 juni 2007) was van 1 oktober 1980 tot 1 augustus 1991 burgemeester van de Nederlandse gemeente Rhenen. Hij werd opgevolgd door Hendrik Top.

## Leven en werk
Schoonderbeek werd geboren in de gemeente Veenendaal. Hij was gehuwd en vader van drie kinderen. Politiek was hij verbonden aan het CDA en kerkelijk aan de Christelijke Gereformeerde Kerken. 
Na een functie op het gemeentehuis van Veenendaal en het vervullen van zijn militaire dienst trad Schoonderbeek in dienst van de gemeente De Bilt, waar hij eerst waarnemend hoofd en later hoofd van een afdeling werd. In het begin van de jaren zeventig werd hij aldaar benoemd tot gemeentesecretaris. Per 1 oktober 1980 werd hij geïnstalleerd als burgemeester van de Utrechtse gemeente Rhenen. Hem werd per 1 augustus 1991 eervol ontslag verleend.
Schoonderbeek was ridder in de Orde van Oranje-Nassau. Hij overleed op vrijdag 1 juni 2007 op 80-jarige leeftijd in zijn woonplaats Bilthoven. Hij is begraven op Den en Rust in Bilthoven. 